# Oberonia ponapensis
Oberonia ponapensis är en orkidéart som beskrevs av Takasi Tuyama. Oberonia ponapensis ingår i släktet Oberonia och familjen orkidéer. Inga underarter finns listade i Catalogue of Life.